# Attack of the 50 Foot Woman
Attack of the 50 Foot Woman is een Amerikaanse sciencefiction-B-film uit 1958, geproduceerd door Bernard Woolner voor Allied Artists Pictures. De film werd geregisseerd door Nathan H. Juran. Het scenario is geschreven door Mark Hanna. Hoofdrollen worden vertolkt door Allison Hayes, William Hudson en Yvette Vickers. De film geldt vandaag de dag als een cultfilm.

## Verhaal
De film draait om Nancy Archer, een rijke maar ongelukkige vrouw. Haar echtgenoot, Harry, bedriegt haar met een minnares genaamd Honey Parker, en zelf heeft ze een drankprobleem. Wanneer ze op een nacht met haar auto de woestijn inrijdt in de hoop zich even terug te kunnen trekken van haar problemen, ziet ze een ruimteschip landen. Uit het schip komt een enorm ruimtewezen. Wanneer Nancy haar verhaal de volgende dag vertelt, gelooft niemand haar.
Met moeite overtuigt Nancy Harry om met haar de woestijn in te gaan en het ruimtewezen te zoeken. Uiteindelijk vinden ze hem. Harry vlucht en laat Nancy achter. Het wezen achtervolgt Nancy, maar blijkt enkel interesse te hebben in de diamanten ketting die ze draagt. Hij pakt het ding van haar af, en laat Nancy vervolgens bewusteloos achter op het dak van het huis bij haar zwembad.
Terwijl de dokter Nancy onderzoekt, verkennen de sheriff en Nancy's butler het ruimteschip. Die blijkt de diamant nodig te hebben als brandstof. Nu hij die heeft, kan hij de aarde weer verlaten. Ondertussen wil Harry Nancy een dodelijke injectie geven zodat hij haar geld kan erven en met Honey een nieuw leven kan opbouwen. Alleen ontdekt hij tot zijn verbijstering dat het contact met het ruimtewezen een onverwachte bijwerking heeft gehad op Nancy; ze is uitgegroeid tot een 50 voet hoge reuzin.
Harry vlucht weg uit het huis naar een bar. Wanneer Nancy wakker wordt en haar nieuwe afmetingen ontdekt, zint ze op wraak. Ze begeeft zich ook naar de bar, doodt Honey door een balk op haar te gooien, en neemt Harry mee. Wanneer ze richting een paar hoogspanningsmasten loopt, schiet de sheriff een transformator op deze paal kapot. De explosie doodt zowel Nancy als Harry.

## Rolverdeling
| Acteur         | Personage             |
| -------------- | --------------------- |
| Allison Hayes  | Nancy Fowler          |
| William Hudson | Harry Archer          |
| Yvette Vickers | Honey Parker          |
| Roy Gordon     | Dr. Isaac Cushing     |
| George Douglas | Sheriff Dubbitt       |
| Ken Terrell    | Jess Stout            |
| Otto Waldis    | Dr. Heinrich von Loeb |
| Eileen Stevens | Verpleegster          |
| Michael Ross   | Tony                  |
| Frank Chase    | Charlie               |

## Achtergrond

### Opvolgers
Vanwege het lage productiebudget, $88000, bracht Attack of the 50 Foot Woman in de Verenigde Staten genoeg geld op om een vervolg te legitimeren. Volgens producent Jacques Marquette was er inderdaad een vervolg gepland, wat gefilmd zou worden met een hoger budget en in kleur. Het project kwam echter nooit van de grond.
Midden jaren 80 had Jim Wynorski plannen voor een nieuwe versie van de film, met Sybil Danning in de hoofdrol. Wynorski maakte reeds een fotosessie met Danning gekleed als de 50 foot woman, maar uiteindelijk liep ook dit project op niets uit omdat Wynorksi zijn aandacht richtte op zijn nieuwe verfilming van Not of This Earth.
In 1993 werd wel een nieuwe versie van de film gemaakt getiteld Attack of the 50 Ft. Woman. Hierin speelt Daryl Hannah de hoofdrol.
In 1995 verscheen de film Attack of the 60 Foot Centerfold, een parodie op zowel de originele Attack of the 50 Foot Woman als de versie uit 1993.